# Lliga Nacional de Suècia
La Lliga Nacional de Suècia (en suec: Sveriges Nationella Förbund; SNF) va ser un partit polític corporativista nascut a partir de l'expulsió de les joventuts de la Lliga Electoral General al 1934.

## Història
La Lliga Nacional de Joventut de Suècia (SNU) es va fundar el 16 d'octubre de 1915 a l'Hotell Kronprinsen d'Estocolm. L'organització, tot i que mai va ser reconeguda formalment, es va convertir en el referent juvenil de la Lliga Electoral General. A finals de la dècada de 1920, l'SNU es va radicalitzar políticament, accentuada amb l'elecció d'Elmo Lindholm com a president. El 1931, l'organització tenia 35.460 membres i estava creixent constantment.
Finalment, l'SNU va organitzar una kamporganisation militant (organització de lluita, inspirada en les SA alemanyes) que se suposava que havia de combatre els enemics polítics als carrers. La kamporganisation tenia camises grises, corbates blaves i braçalets blaus. En aquest sentit, la Lliga va donar suport als nazis alemanys després que Adolf Hitler arribés al poder el 1933. Un altre punt de fricció va ser el límit d'edat. La Lliga Electoral pressionava per a fixar-lo en els 35 anys, així com un acord formal que el paper de l'SNU era reclutar joves per al partit. L'SNU, però, va refutar la idea d'un límit d'edat, ja que l'organització desitjava exercir més influència política pròpia.
A causa d'això, Arvid Lindman va declarar que la SNU ja no es considerava l'organització juvenil de la Lliga Electoral el 1934. Mentre que va sorgir una nova lliga juvenil de dretes, el SNU es va recomposar formant el seu propi partit, la Lliga Nacional de Suècia, reforçat per la fusió de la Lliga Nacional Obrera pro-Alemanya (Nationella Arbetsförbundet). Fruit de l'escissió, tres diputats conservadors es van posicionar amb la nova organització. Aquests eren Alf Meyerhöffer, Gösta Jacobsson i John Gustafsson. Aquests tres parlamentaris van formar la seva pròpia facció independent dins del parlament, anomenada la Facció Nacional (Nationella Gruppen). Tanmateix, a les següents eleccions el partit no va aconseguir suficient suport per a aconseguir representants al Parlament.
A la seva conferència nacional de 1938, l'SNF va adoptar oficialment un programa de partit, descrivint-se com a Neosueca, Corporativista, Radical, Nacionalista i Socialista. Alhora, l'antisemitisme es va convertir en un tret més destacat del partit. En aquell moment, els seus membres eren d'uns 40.000.
El 1941, antics dirigents de petits partits nacionalistes que s'havien fusionat amb la SNU, com Per Engdahl o Bengt-Olov Ljungberg, van trencar amb el partit, seguits per nombrosos quadres i membres destacats i una secció important de l'ala juvenil. Engdahl i els seus seguidors van formar l'Oposició Sueca. El mateix any, l'SNF va començar a rebre suport financer de l'Alemanya nazi per publicar el diari Dagsposten des d'Estocolm.
Un cop finalitzada la guerra, la SNU va quedar greument aïllada, quedant com una força minoritària extraparlamentària. Algunes seccions s'integrarien a la Organització Nacional de la Dreta, d'altres membres intentarien infiltrar-se a la Unitat Demòcrata Cristiana quan aquesta va ser creada. El 1973, l'SNF es va transformar de partit a una "associació política ideològica". Ja als anys vuitanta, durant un temps intentarien fusionar-se amb els antics companys de l'Oposició Sueca (ara Nou Moviment Suec), però la unitat no prosperaria, desvinculant-se i reactivant els respectius partits.
Posteriorment, el partit ha patit nombroses divisions i crisis internes, amb les conseqüents escissions que es reivindicaven l'autèntica Lliga Nacional.

## Resultats electorals
| Any  | Vots                 | %                    | Pos.                 | Escons  | +/- | Govern            |
| ---- | -------------------- | -------------------- | -------------------- | ------- | --- | ----------------- |
| 1934 | Escissió de la Lliga | Escissió de la Lliga | Escissió de la Lliga | 3 / 349 | Nou | Oposició          |
| 1936 | 26,740               | 0.92                 | 7è                   | 0 / 349 | 3   | Extraparlamentari |
| 1944 | 3,819                | 0.12                 | 8è                   | 0 / 349 | =   | Extraparlamentari |

## Ordförande
- 1915-1916: Karl Hildebrand
- 1916-1917: Johannes Kolmodin
- 1917-1919: S.O. Wijkman
- 1919-1920: Mårten Liander
- 1920-1922: Erik Fahlbeck
- 1922-1923: Teodor Holmberg
- 1923-1927: Sven A. Lovén
- 1927-1931: Arne Forssell
- 1931-1932: Ivar Anderson, en funcions.
- 1932-1940: Elmo Lindholm
- 1940: Sven-Erik Sandström
- 1941: Sven-Erik Sandström
- 1941-1972: Rütger Essén
- 1972-1977: Werner Öhrn
- 1978-1980: Åke Lindsten
- 1980-1982: Per Engdahl
- 1982-1993: Åke Lindsten, Ulf Hamacher, Lars-Göran Hedengård (batalla de lideratge amb circumstàncies poc clares)
- 1993-1996: Lennart Nyberg